# كارلا بويد
كارلا بويد (بالإنجليزية: Carla Boyd)‏ (31 أكتوبر 1975 في أستراليا - ) هي لاعبة كرة سلة أسترالية في مركز مدافع مسدد الهدف، شاركت في كأس العالم لكرة السلة للنساء 1998 والألعاب الأولمبية الصيفية 1996 والألعاب الأولمبية الصيفية 2000. ولعبت مع Adelaide Lightning ‏ وAustralian Institute of Sport (WNBL team) ‏.

## وصلات خارجية
- كارلا بويد على موقع الاتحاد الدولي لكرة السلة (الإنجليزية)
- كارلا بويد على موقع الاتحاد الوطني لكرة السلة النسائية (الإنجليزية)
- كارلا بويد على موقع كرة السلة الأوروبية.كوم (الإنجليزية)
- كارلا بويد على موقع سبورتس رفرنس (الإنجليزية)
- كارلا بويد على موقع سبورتس رفرنس (الإنجليزية)
- كارلا بويد على موقع أوليمبيديا (الإنجليزية)
- كارلا بويد على موقع اللجنة الأولمبية الأسترالية (الإنجليزية)